# Kleingewässer um Mißlareuth
Kleingewässer um Mißlareuth este o arie protejată (arie specială de conservare — SAC, sit de importanță comunitară — SCI) din Germania întinsă pe o suprafață de 28 ha, integral pe uscat.

## Localizare
Centrul sitului Kleingewässer um Mißlareuth este situat la coordonatele 50°26′15″N 11°56′10″E / 50.4375°N 11.9361°E.

## Înființare
Situl Kleingewässer um Mißlareuth a fost declarat sit de importanță comunitară în iunie 2002 pentru a proteja 1 specie de animale. Situl a fost protejat și ca arie specială de conservare în aprilie 2011.

## Biodiversitate
Situată în ecoregiunea continentală, aria protejată conține 2 habitate naturale: Lacuri eutrofice naturale cu vegetație de tip Magnopotamion sau Hydrocharition, Păduri aluvionare cu Alnus glutinosa și Fraxinus excelsior (Alno-Padion, Alnion incanae, Salicion albae).
La baza desemnării sitului se află o specie protejată de  amfibieni: triton cu creastă (Triturus cristatus)